# Потешные войска

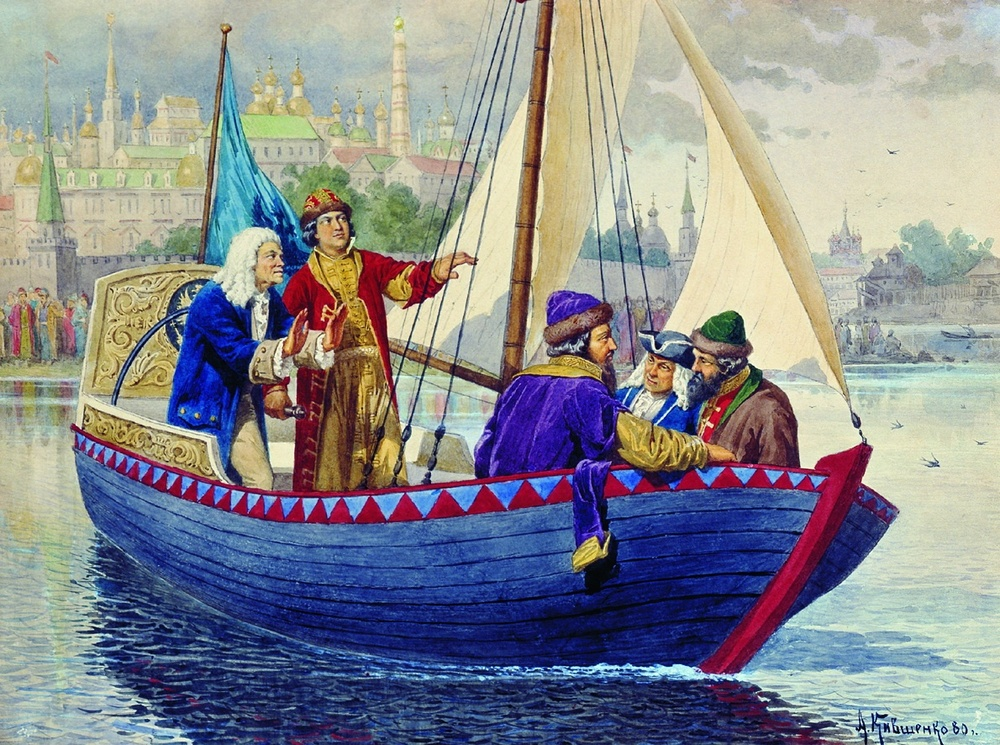
Алексей Кившенко, «Пётр Первый управляет парусным ботиком.», 1 января 1864 года

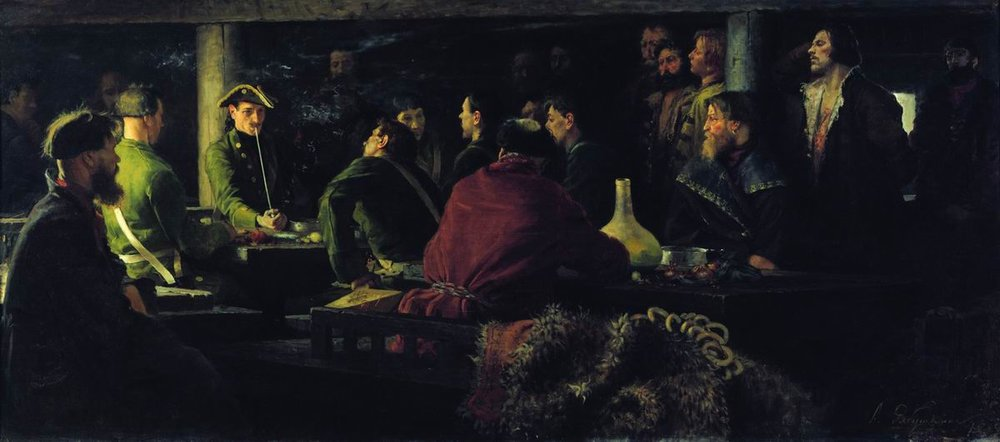
А. П. Рябушкин «Потешные Петра I в кружале». 1892

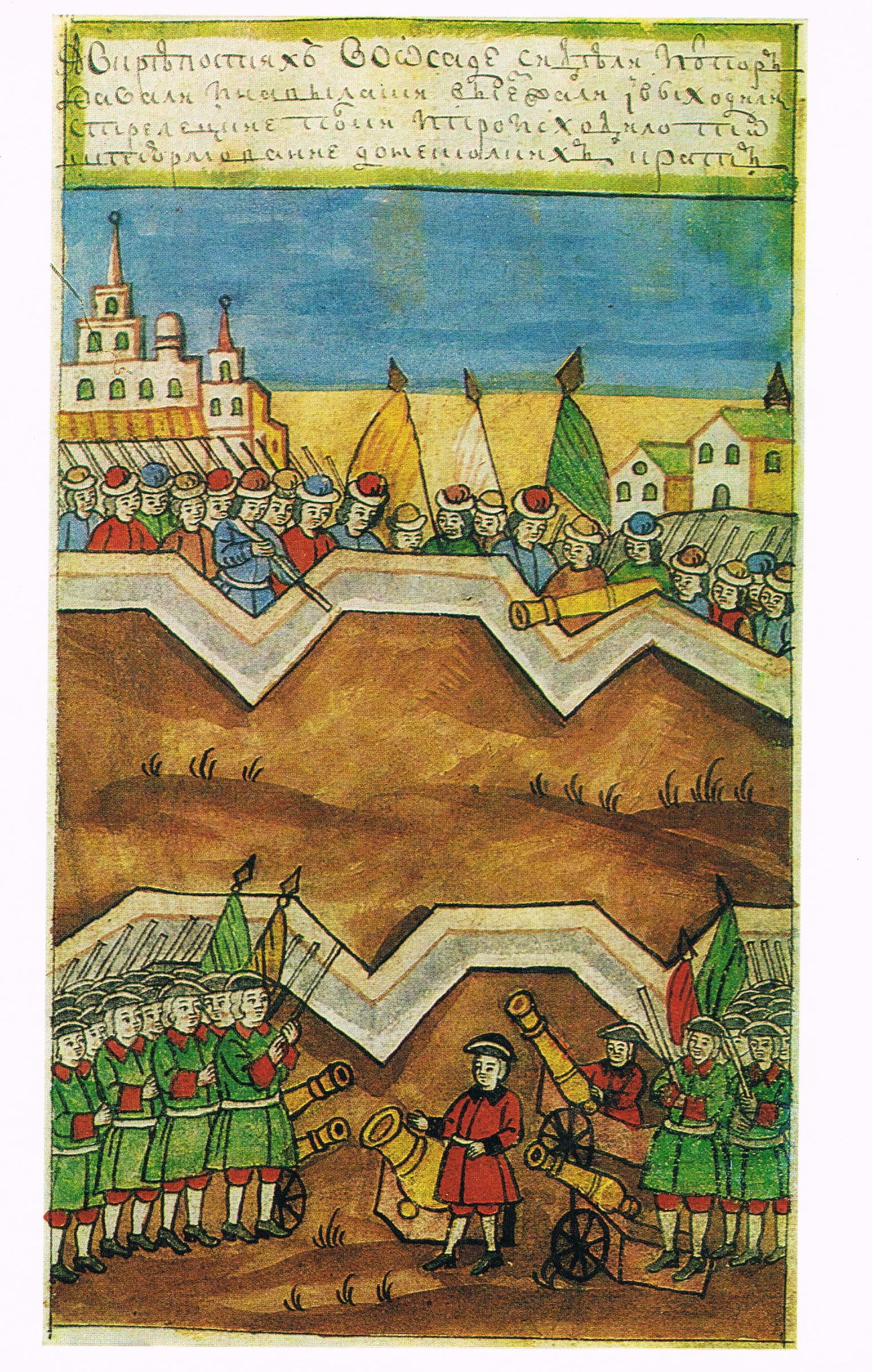
Миниатюра из рукописи 1-й половине XVIII века «История Петра I», соч. П. Крекшина. Собрание А. Барятинского. ГИМ. «Военные учения у села Коломенского и деревни Кожухово». Потешные внизу

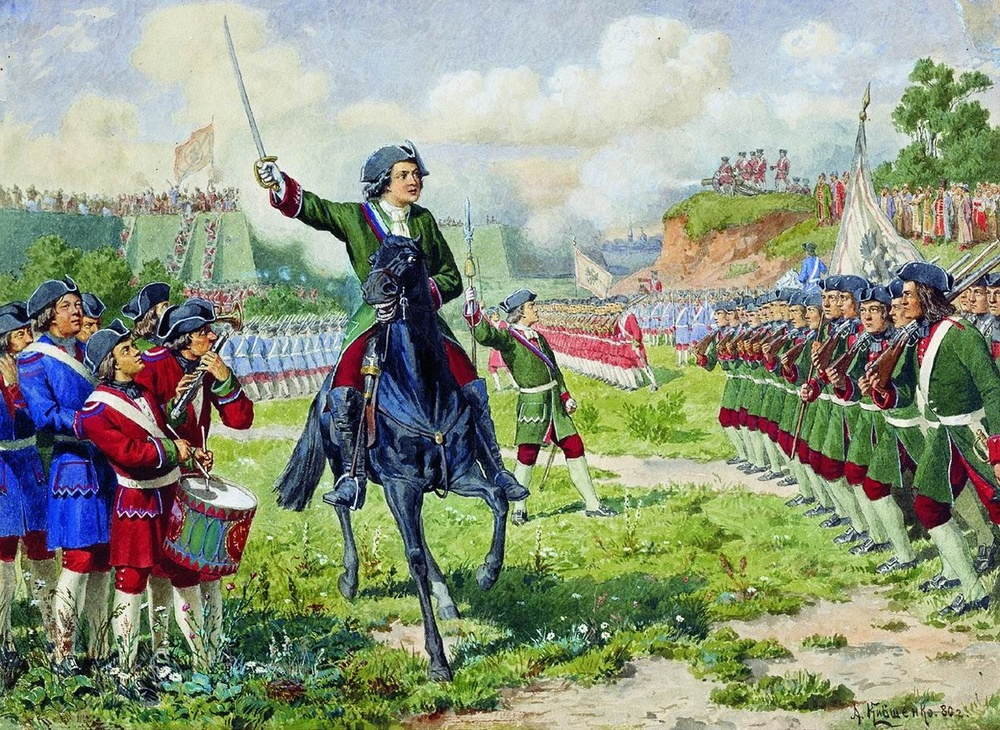
Алексей Кившенко, «Военные игры потешных войск Петра I под селом Кожухово». 1882 год

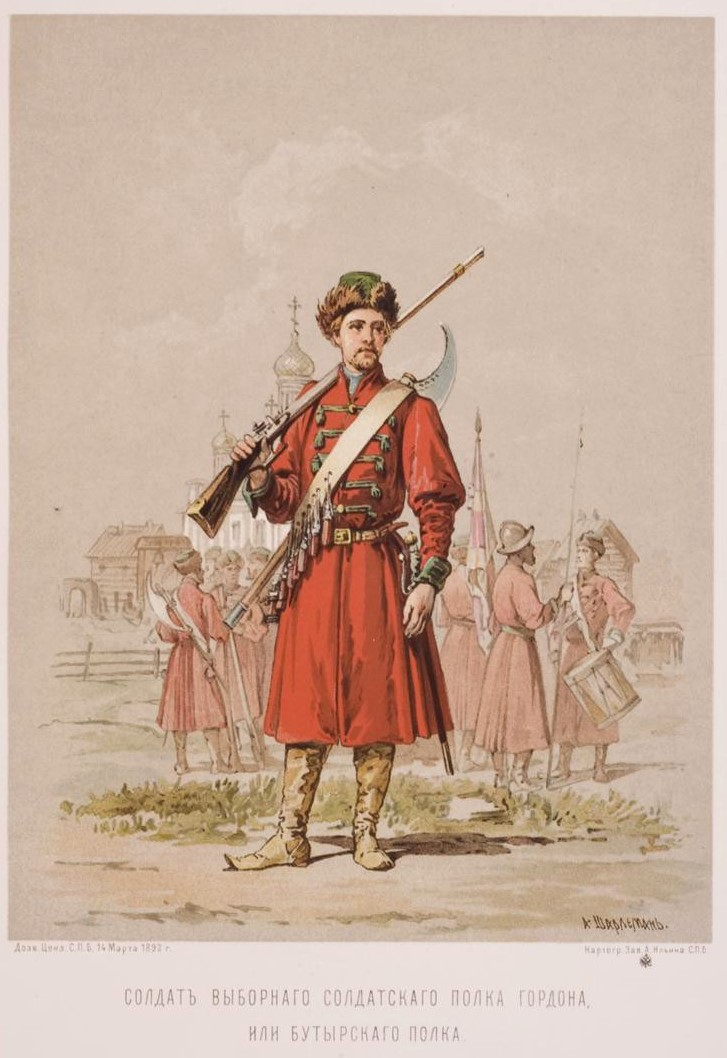
Солдат 2-го Московского выборного полка

Поте́шные войска́, Поте́шные полки́ или Поте́шные — особое формирование войск и сил для обучения и воспитания солдат «армии нового строя» и их командиров из подданных Русского царства, созданное царевичем Петром Алексеевичем.
Поте́шные войска́ возникли из так называемого Петро́ва полка́, который был сформирован царём Алексеем Михайловичем и поименован именем его полкового командира — полковника для придания играм будущего императора более правильного характера, так как царь замечал в своем бойком, подвижном и энергичном сыне особенное влечение к военному делу. Петро́в полк был обмундирован в зелёные мундиры, имел знамёна, ружья и был снабжён всяческими полковыми вещами. Сам царевич был назначен полковым командиром — полковником, в соответствии с этим ему рапортовали по всем надобностям полка, от него же требовали и распоряжений. Государь лично наблюдал за приказаниями четырехлетнего полководца и руководил его действиями. Для потешного Петрова полка был построен небольшой фортификационный город, который сам Пётр называл «Стольный град Пресбург».
Название «потешные» определялось местом их дислокации, ибо стояли они в царских потешных сёлах.
Современники не оставили никаких заметок о первоначальном устройстве «потешных»; известно только, что число их, сначала не превышавшее 50, быстро увеличивалось, так что по недостатку помещения в царском селе Преображенском часть их была переведена в царское село Семёновское.

## История
- С 1682 года у Московского кремлёвского дворца была особая потешная площадка.
- С весны 1683 года венчанный на царство 11-летний Пётр, не по годам физически развитый, перенёс воинские занятия в поле, и с этого времени прежняя игра в солдатики перешла в настоящее военно-практическое обучение. Капитан Фёдор Зоммер (Степан Зоммер), огнестрельный мастер, построил в потешном селе Воробьёво небольшую крепость с пушками, стрельбой из которых потешил Петра Алексеевича в день его рождения, возбудив в нём любовь к артиллерии. В конце этого года в число «потешных» стали записываться и взрослые охочие люди. Первым 30 ноября 1683 года в потешные записался придворный конюх С. Л. Бухвостов. Он считается первым солдатом Семёновского потешного полка. В конце лета Пётр с двором и потешным войском переезжает в село Преображенское для дальнейших тренировок.
- В 1685 году в подмосковном селе Преображенском (в одной из рощ близ села) был возведён иностранцем Ф. Ф. Тиммерманом потешный городок «Пресбург», над устройством которого трудился и сам Пётр; затем потешные войска штурмовали эту крепость и маневрировали на две стороны.[4]
- После первой пробы государь каждое лето устраивал примерные осады и атаки крепостей, делал с Потешными практические походы до Александровской слободы и Лукиановой пустыни, а иногда и далее.
- В 1686 году 14-летний Пётр завёл при своих «потешных» артиллерию. Огнестрельный мастер Фёдор Зоммер показывал царю гранатное и огнестрельное дело. Из Пушкарского приказа были доставлены 16 пушек. Для управления тяжёлыми орудиями царь взял из Конюшенного приказа охочих к военному делу взрослых служителей, которых одели в мундиры иноземного покроя и определили потешными пушкарями.
- В 1687 году учитель Петра Романова Франц Тиммерман продолжал обучать его геометрии, фортификации и иным наукам, а голландец Карштен Брант стал учить Петра плотницкому делу (строительство кораблей), управлению кораблями и т. д. Сперва учились на Яузе, а потом — в потешном селе Измайлове на Просянском пруду. Позже вождение было перенесено на Плещеево озеро.
- В 1689 году потешные защищали Петра при попытке сестры Софьи Алексеевны решить кризис престолонаследия и покончить с его нарождавшимся войском.
- В 1691 году потешные войска получили правильную организацию и разделились на два пехотных полка — (Преображенский и Семёновский). По разделении потешных полков занятия их превратились из детских игр в правильное изучение фронта, то есть боевых и походных порядков, и оно производилось по новому, самим царём исправленному уставу. Лагерь 1691 года отличался особенной деятельностью: сначала ученья в присутствии царя, потом манёвры продолжались два месяца. Прямо из лагеря потешные полки пошли в Троицкую лавру и оттуда по Ярославской дороге к городу Переяславлю, где были при спуске выстроенных там фрегатов, а потом исполняли на судах должность матросов.
- В октябре 1691 года, во время первого самостоятельного похода Петра на крепость Пресбург, бывшую «стольным городом» князя Фёдора Юрьевича (обороняющийся «противник»), при этом сам князь был назначен генералиссимусом и действовал под именем Фридриха Ромодановского. В результате «великого и страшного боя», «равнявшегося судному дню», ротмистр Пётр Алексеев, то есть сам царь Петр, взял генералиссимуса в плен.
- В 1692 году потешные полки были сведены в 3-й Московский выборный полк (1-м считался Лефортовский полк, 2-м — Бутырский) под командованием генерал-майора А. М. Головина.
- Потешные войска, кроме обыкновенных учений, весьма часто вместе с другими немногими регулярными полками производили в окрестностях Москвы манёвры, продолжавшиеся иногда более месяца, на них они обычно действовали против войск, сформированных по системе того времени в России, то есть из ополчения.
- В 1693 и в 1694 годах Пётр совместно с преображенцами, которыми командовал князь-кесарь Ф. Ю. Ромодановский, совершил два морских похода к городу Архангельск.

40 стрельцов, 8 певчих (бомбардиров), двух карлов и 10 потешных с трубачом входил в элитную «сотню» свиты царя, совершившего в 1693 году первый рейд к Белому морю
- Военно-учебные упражнения под руководством иностранцев на русской службе завершились Кожуховскими манёврами в 1694 году. А дальше были стычки, дела, сражения и битвы — основы русской армии нового облика.

## Взгляды Петра I на военное образование
В эти годы начали складываться взгляды Петра I на военное образование.
А. М. Назаров пишет, что целью была подготовка будущих воинов и военачальников, для которых «служба не была бы тяжким постным бременем», а напротив — «гранильной мастерской, в которой они стали бы кристаллом изумительного блеска». Учитывая собственный опыт, Пётр со своими сподвижниками разработал первую в истории России программу военно-профессиональной ориентации юношей.
Программа военно-профессиональной ориентации юношей включала:
1. развитие физической силы и ловкости детей 9—12 лет путём игр на воздухе и гимнастических упражнений; военному строю не придавалось особого значения;
2. развитие в детях смелости и предприимчивости путём ввода в игры некоторой доли опасности и риска. Для этого использовались лазанье по обрывам, оврагам, переходы по зыбким мостам, брёвнам, игры в разбойников. Во время этой игры «потешные» постигали сторожевую службу, разведку, опытом доходили до понимания того, что «больше побеждает разум и искусство, нежели множество»;
3. обучение владеть оружием: не только ружейным приёмам, но и умению стрелять и колоть. Царь Пётр с 12 лет стрелял из пушки;
4. ознакомление «потешных» с военной техникой и приучение пользоваться ею;
5. выработка дисциплины, чувства чести и духа товарищества;
6. познание отечества и уяснение его исторических задач путём ознакомления «потешных» с наиболее яркими и наиболее мрачными страницами российской истории, а также с силами и стремлениями наиболее опасных соседей;
7. развитие любви к государю и отечеству;
8. привитие «потешным» любви к армии.

Преображенцы и семёновцы стали предтечей русской гвардии и основой будущей регулярной армии России. В свой первый поход к турецкой крепости Азов они ушли 30 апреля 1695 года. В дальнейшем участие в Северной войне дало обоим полкам случай выказать боевую подготовку и помериться силами с образцовыми для того периода времени войсками Карла XII.

## Память
- В память о потешных войсках в Москве до 1917 года была Потешная набережная (ныне набережная Ганнушкина).
- До сих пор существует Потешная улица, расположенная на месте Потешного городка в селе Преображенском, где в конце XVII веке жили потешные.
- Есть улицы в память о первом солдате С. Л. Бухвостове — 1-я улица Бухвостова, 2-я улица Бухвостова, 3-я улица Бухвостова, и памятник первому солдату в Москве.
- 07 апреля 2023 года российский исполнитель Олег Абрамов (Radio Tapok) выпустил песню «Гвардия Петра», посвященную подвигу потешных полков в бою под Нарвой в 1700 году.